# Las Vegas (Slagharen)
Las Vegas was een overdekte speelhal in Attractiepark Slagharen.

## Over de speelhal
De speelhal bevond zich in het begin van het park, naast de ingang. De hal bevat allerlei videogames, zoals een autorace en een motorrace. Daar bevindt zich nu de overdekte kinderattractie Rosies Playground.
Afbeeldingen · Main Street